# Якубов, Хамиль Исламович
Хамиль Исламович Яку́бов (1907, Ташкент — 1998) — узбекский советский литературный критик, литературовед и педагог; доктор филологических наук, член Коммунистической партии Советского Союза, кавалер ордена «Знак Почёта».

## Биография
Хамиль Якубов родился в 1907 году в городе Ташкенте Туркестанского края Российской империи. По окончании общеобразовательной средней школы он поступил на экономический факультет Среднеазиатского планово-экономического института (ныне Ташкентский государственный экономический университет), который успешно окончил в 1932 году.
Вскоре после защиты диплома Хамиль Исламович Якубов был приглашён в Институт языка и литературы Академии наук Узбекской Советской Социалистической республики (ныне Академия наук Узбекистана) в качестве младшего научного сотрудника (1934 год). Некоторое время спустя он стал во главе сектора советской литературы при этом высшем учебном заведении.
В 1945 году Х. И. Якубов был принят в ряды  Коммунистической партии Советского Союза.
В 1959 году учёный опубликовал в Ташкенте большую монографию об одном из основоположников нового узбекского стихосложения Гафуре Гуляме.
В начале 1970-х годов Х. Якубов, в числе других авторов, готовил к публикации двухтомник «Очерки истории узбекской советской литературы» (узб. «Ўзбек совет адабиёти тарихи очерки»). 
В 1966 году Хамиль Исламович Якубов блестяще защитил докторскую диссертацию на тему «Идейность и мастерство в творчестве Айбека» (взяв за основу собственный труд «Идейность и мастерство в лирике Айбека» /узб. «Ойбек лирикасида ғоявийлик ва маҳорат»/ изданный тремя годами ранее) после чего получил учёную степень доктора филологических наук.
С 1967 по 1972 год в Советском Союзе издавался трёхтомник «Узбекская советская литература» (узб. «Ўзбек совет адабиёти»; в числе авторов последнего был и доктор Якубов.
Хамиль Исламович Якубов умер в 1998 году.
Его вклад в узбекскую и советскую литературу был отмечен орденом «Знак Почёта» и несколькими медалями.